# Relaciones peligrosas (telenovela)
Relaciones peligrosas es una telenovela, producida por Telemundo Studios, para Telemundo. Se trata de una adaptación de la serie de televisión española Física o química.
Está protagonizada por Sandra Echeverría y Gabriel Coronel, coprotagonizada por Ana Layevska, Maritza Bustamante, Carlos Ferro y Christian de la Campa y con las participaciones antagónicas de Gonzalo García Vivanco, Daniela Navarro, Jimmy Bernal y Jesús Licciardello, también cuenta con las actuaciones de Mercedes Molto, Sandra Destenave, Danilo Carrera y Óscar Priego, y las participaciones especiales de Orlando Fundichely y Renato Rossini.

## Sinopsis
Relaciones peligrosas cuenta una historia moderna, atrevida y sin tabúes, profundizando en las relaciones difíciles y muchas veces conflictivas entre los adolescentes, sus padres y maestros de una escuela secundaria bilingüe. Todo comienza con la historia de Miranda Cruz (Sandra Echeverría), una joven que comienza su carrera como profesora en esta institución. En su mundo, se revelan las verdades ocultas que muchos adultos tratan de evitar: las relaciones amorosas que están prohibidas, discriminadas o juzgadas se pueden convertir en una verdadera pesadilla y, entre tanto, ella se enamora de Mauricio Blanco (Gabriel Coronel), con quien llevará la mejor "relación peligrosa". Fruto de ese gran amor es su hija Miranda.

## Reparto
- Sandra Echeverría - Miranda Beatriz Cruz
- Ana Layevska - Patricia "Patty" Milano
- Gonzalo García Vivanco - Juan Pablo Reyes "JP" / Daniel Arámbula / Gael Sánchez
- Maritza Bustamante - Ana Conde "Anaconda"
- Gabriel Coronel - Mauricio Blanco
- Daniela Navarro - Olivia Kloster
- Mercedes Moltó - Benita Mendoza
- Jeannette Lehr - Teresa Vargas
- Sandra Destenave - Carmen Vda. de Blanco/ de Aragón
- Renato Rossini - Manuel Blanco
- Jimmy Bernal - Andrés Máximo
- Orlando Fundichely - Orlando Aragón
- Dad Dáger - Clementina de Máximo
- Héctor Fuentes - Armando Madrazo
- Christian de la Campa - Joaquín Rivera
- Rubén Morales - Ricardo Gómez
- Yadira Santana - Guadalupe "Lupe" Guzmán
- Carlos Ferro - Santiago Madrazo
- Jorge Consejo - Gilberto Verdugo
- Modesto Lacen - Bertrand Dupont
- Kevin Aponte - Alejandro Portillo
- Danilo Carrera - Leonardo "Leo" Máximo
- Jonathan Freudman - Diego Barón
- Ana Carolina Grajales - Sofía Blanco
- Susana Pérez - Fiscal Sotomayor
- Alex Hernández-Alsina - Sebastián Aragón
- Yrahid Leylanni - Yesenia Rivera
- Issac Reyes - Billy
- Ana Lorena Sánchez - Elizabeth Gómez Quintana
- Leslie Stewart - Ivanna Shappiro
- Cristina Mason - Nora Guzmán
- Alma Matrecito - Violeta Verdugo
- Andy Pérez - Cassius Dupont
- Óscar Priego - Gonzalo Mendoza
- Carmen Olivares - Soledad Cruz Paredes
- RJ Coleman - Bob "El Gringo"
- Dayana Garroz - Julia de Madrazo
- Ariel Texido - Víctor Andrade
- Jezabel Montero - Mariela Aragón
- Jesús Licciardello - Oliver Torres
- Alan Rodríguez - Rodrigo Aragón
- Nicole Apolonio - Emily
- Mildred Quiróz - Olga Quintana
- Juan Carlos Vivas - Héctor Barón
- Jesús Domínguez - Osvaldo Rosales
- Eduardo Ibarrola - Jaime Olivares
- Juan Felipe Rangel - Ignacio Cabezas
- Natalia Barreto - Laura Olivares
- Víctor Corona - Pedro Guzmán
- Everts El Masri - Juan Davidad de Portillo
- Hely Ferrigny - Pedro Cortes
- Mirta Renne - Gia Moretti
- Lily Rentería - Corina
- Alexander Torres (Actor) - Javier
- Isaniel Rojas - Emil Rojas
- Anabel Leal - Lourdes de Portillo
- Reynaldo Cruz - Mario Portillo
- Saidee Collado - Marta Olivares
- Francisco Porras - Cuauhtémoc Sánchez
- Jorge Luis García - Detective García
- Beatriz Monroy - Nana Valentina
- Andrés Del Castillo - Axel Blanco
- Diego Sarmiento - Carnales
- Sonya Smith - Lucrecia
- Dennis Mencia - El Gato
- Víctor Mallarino - Monrroy

## Premios y nominaciones
| Año  | Premiación        | Categoría                                               | Nominado                            | Resultado |
| ---- | ----------------- | ------------------------------------------------------- | ----------------------------------- | --------- |
| 2012 | Premios Tu Mundo  | Protagonista Favorito                                   | Gabriel Coronel                     | Nominado  |
| 2012 | Premios Tu Mundo  | El Malo Más Bueno                                       | Gonzalo García Vivanco              | Nominado  |
| 2012 | Premios Tu Mundo  | Mejor Actriz de Reparto                                 | Daniela Navarro                     | Nominada  |
| 2012 | Premios Tu Mundo  | Mejor Actriz de Reparto                                 | Maritza Bustamante                  | Nominada  |
| 2012 | Premios Tu Mundo  | Mejor Actor de Reparto                                  | Orlando Fundichely                  | Nominado  |
| 2012 | Premios Tu Mundo  | Mejor Actor de Reparto                                  | Jorge Consejo                       | Nominado  |
| 2012 | Premios Tu Mundo  | La Pareja Perfecta                                      | Ana Layevska y Cristian de la Campa | Nominados |
| 2012 | Premios Tu Mundo  | ¡Que Beso Más Rico!                                     | Ana Layevska y Cristian de la Campa | Nominados |
| 2012 | People en Español | Mejor Telenovela                                        | Relaciones peligrosas               | Nominada  |
| 2012 | People en Español | Mejor Actriz                                            | Sandra Echeverría                   | Nominada  |
| 2012 | People en Español | Mejor Actor                                             | Gabriel Coronel                     | Nominado  |
| 2012 | People en Español | Mejor Actriz Secundaria                                 | Ana Layevska                        | Nominada  |
| 2012 | People en Español | Mejor Actor Secundario                                  | Carlos Ferro                        | Nominado  |
| 2012 | People en Español | Mejor Villano                                           | Gonzalo García Vivanco              | Nominado  |
| 2012 | People en Español | Revelación del Año                                      | Gabriel Coronel                     | Nominado  |
| 2012 | People en Español | Pareja del Año                                          | Sandra Echeverría y Gabriel Coronel | Nominados |
| 2013 | Miami Life Awards | Televisión - Mejor Protagonista Femenina de Telenovela  | Sandra Echeverría                   | Nominada  |
| 2013 | Miami Life Awards | Televisión - Mejor Protagonista Masculino de Telenovela | Gabriel Coronel                     | Ganador   |
| 2013 | Miami Life Awards | Televisión - Mejor Actriz de Reparto de Telenovela      | Maritza Bustamante                  | Nominada  |
| 2013 | Miami Life Awards | Televisión - Mejor Actriz de Reparto de Telenovela      | Ana Layevska                        | Nominada  |
| 2013 | Miami Life Awards | Televisión - Mejor Actor de Reparto de Telenovela       | Carlos Ferro                        | Nominado  |
| 2013 | Miami Life Awards | Televisión - Mejor Actor de Reparto de Telenovela       | Orlando Fundichely                  | Nominado  |
| 2013 | Miami Life Awards | Mejor Actriz Villana de Telenovela                      | Daniela Navarro                     | Nominada  |
| 2013 | Miami Life Awards | Mejor Actor Villano de Telenovela                       | Gonzalo García Vivanco              | Nominado  |
| 2013 | Miami Life Awards | Mejor Primera Actriz                                    | Jeannette Lehr                      | Nominada  |
| 2013 | Miami Life Awards | Mejor Actriz Revelación                                 | Yrahid Leylanni                     | Ganadora  |
| 2013 | Miami Life Awards | Mejor Actor Revelación                                  | Danilo Carrera                      | Ganador   |
| 2013 | Miami Life Awards | Mejor Actor Revelación                                  | Jonathan Freudman                   | Nominado  |
| 2013 | Miami Life Awards | Mejor Actor Revelación                                  | Oscar Priego                        | Nominado  |
| 2013 | Miami Life Awards | Mejor Actor Revelación                                  | Isaac Reyes                         | Nominado  |
| 2013 | Miami Life Awards | Mejor telenovela                                        | Relaciones peligrosas               | Nominada  |